# Теплопровідність

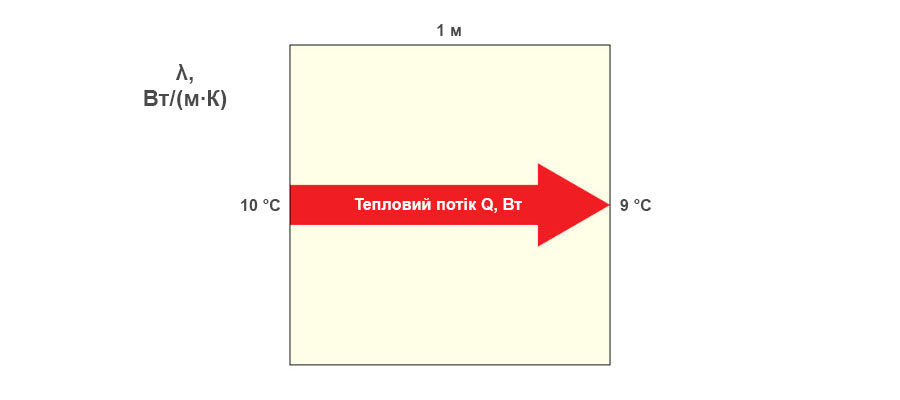
Сутність коефіцієнту теплопровідності λ

Теплопрові́дність — здатність речовини переносити теплову енергію, а також кількісна оцінка цієї здатності: фізична величина, що характеризує інтенсивність теплообміну в речовині, яка дорівнює відношенню густини теплового потоку до градієнта температури.

## Загальний опис
Явище теплопровідності полягає в тому, що кінетична енергія атомів й молекул, яка визначає температуру тіла, передається атомам і молекулам у тих областях тіла, де температура нижча.
Теплопровідність не єдиний шлях, яким тепло передається від тіла з вищою температурою, до тіла з нижчою температурою. Така теплопередача може також відбуватися шляхом теплового випромінювання і конвекції. Різниця між теплопровідністю й конвекцією в тому, що при конвекції тепло переноситься разом із речовиною, а при теплопровідності перенесення речовини немає.
При теплопровідності величина потоку тепла визначається різницею температури між різними областями тіла. Кількісно теплопровідність характеризується коефіцієнтом теплопровідності {\displaystyle \kappa }, який входить в рівняння (закон Фур'є)
{\displaystyle \mathbf {q} =-\kappa \nabla T}.
Тут {\displaystyle \mathbf {q} } — тепловий потік, T — температура, {\displaystyle \nabla } — оператор Гамільтона набла, яким позначається градієнт.
Коефіцієнт теплопровідності вимірюється у Вт/(м·K) або Вт·м−1·K−1.

## Механізми теплопровідності
Найбільшу теплопровідність мають речовини, в яких тепло переноситься вільними електронами, що зумовлено їхньою малою масою. Саме тому теплопровідність металів зазвичай висока. В нагрітій області речовини є більше електронів із високою енергією, вони легко мігрують в холодніші області, й втрачають там енергію, розсіюючись на коливаннях кристалічної ґратки. Діелектрики, наприклад, кераміка, мають меншу теплопровідність, що робить їх зручними для виготовлення посуду. В діелектриках, де немає вільних електронів, тепло передається повільнішими коливаннями атомів. Гази, наприклад, повітря, мають малу теплопровідність, зважаючи на невелику густину молекул і доволі нечасті зіткнення між ними. В газах тепло швидше переноситься через конвекцію.
З огляду на це, добрими теплоізолювальними властивостями характеризуються матеріали, в яких багато порожнин, заповнених повітрям: вовна, вата, пінопласт тощо.

## Коефіцієнти теплопровідності різних середовищ
| Матеріал                 | Теплопровідність Вт/(м·K)   |
| ------------------------ | --------------------------- |
| Графен                   | (4840 ± 440) — (5300 ± 480) |
| Алмаз                    | 1000-2600                   |
| Срібло                   | 430                         |
| Мідь                     | 390                         |
| Латунь                   | 111                         |
| Золото                   | 320                         |
| Алюміній                 | 236                         |
| Платина                  | 70                          |
| Кварц                    | 8                           |
| Скло                     | 1                           |
| Вода                     | 0.6                         |
| Вовна                    | 0.05                        |
| Повітря (300 K, 100 kPa) | 0.026                       |
| Перліт спучений          | 0,08—0,095                  |